# Clairmarais
Clairmarais és un municipi francès situat al departament del Pas de Calais i a la regió dels Alts de França. L'any 2007 tenia 648 habitants.

## Demografia

### Població
El 2007 la població de fet de Clairmarais era de 648 persones. Hi havia 254 famílies de les quals 49 eren unipersonals (41 homes vivint sols i 8 dones vivint soles), 94 parelles sense fills, 90 parelles amb fills i 21 famílies monoparentals amb fills.
La població ha evolucionat segons el següent gràfic:
Habitants censats

### Habitatges
El 2007 hi havia 289 habitatges, 256 eren l'habitatge principal de la família, 9 eren segones residències i 24 estaven desocupats. 270 eren cases i 16 eren apartaments. Dels 256 habitatges principals, 210 estaven ocupats pels seus propietaris, 41 estaven llogats i ocupats pels llogaters i 4 estaven cedits a títol gratuït; 8 tenien dues cambres, 11 en tenien tres, 46 en tenien quatre i 190 en tenien cinc o més. 233 habitatges disposaven pel capbaix d'una plaça de pàrquing. A 100 habitatges hi havia un automòbil i a 139 n'hi havia dos o més.

### Piràmide de població
La piràmide de població per edats i sexe el 2009 era:
| Homes | Edats   | Dones |
| ----- | ------- | ----- |
| 0     | 95 o +  | 0     |
| 0     | 90 a 94 | 8     |
| 0     | 85 a 89 | 4     |
| 4     | 80 a 84 | 0     |
| 12    | 75 a 79 | 8     |
| 4     | 70 a 74 | 12    |
| 8     | 65 a 69 | 8     |
| 20    | 60 a 64 | 16    |
| 28    | 55 a 59 | 20    |
| 28    | 50 a 54 | 40    |
| 20    | 45 a 49 | 12    |
| 32    | 40 a 44 | 24    |
| 20    | 35 a 39 | 24    |
| 36    | 30 a 34 | 24    |
| 32    | 25 a 29 | 36    |
| 12    | 20 a 24 | 12    |
| 40    | 15 a 19 | 16    |
| 32    | 10 a 14 | 36    |
| 24    | 5 a 9   | 8     |
| 16    | 0 a 4   | 20    |

## Economia
El 2007 la població en edat de treballar era de 452 persones, 284 eren actives i 168 eren inactives. De les 284 persones actives 251 estaven ocupades (134 homes i 117 dones) i 32 estaven aturades (10 homes i 22 dones). De les 168 persones inactives 66 estaven jubilades, 54 estaven estudiant i 48 estaven classificades com a «altres inactius».

### Ingressos
El 2009 a Clairmarais hi havia 244 unitats fiscals que integraven 645 persones, la mediana anual d'ingressos fiscals per persona era de 18.979 €.

### Activitats econòmiques
Dels 22 establiments que hi havia el 2007, 1 era d'una empresa alimentària, 2 d'empreses de fabricació d'altres productes industrials, 2 d'empreses de construcció, 3 d'empreses de comerç i reparació d'automòbils, 2 d'empreses de transport, 5 d'empreses d'hostatgeria i restauració, 1 d'una empresa financera, 2 d'empreses immobiliàries i 4 d'empreses classificades com a «altres activitats de serveis».
Dels 8 establiments de servei als particulars que hi havia el 2009, 1 era un taller de reparació d'automòbils i de material agrícola, 1 paleta, 1 guixaire pintor, 3 restaurants, 1 tintoreria i 1 saló de bellesa.
L'any 2000 a Clairmarais hi havia 26 explotacions agrícoles que ocupaven un total de 735 hectàrees.

## Poblacions més properes
El següent diagrama mostra les poblacions més properes.